# Zuzana Piussi

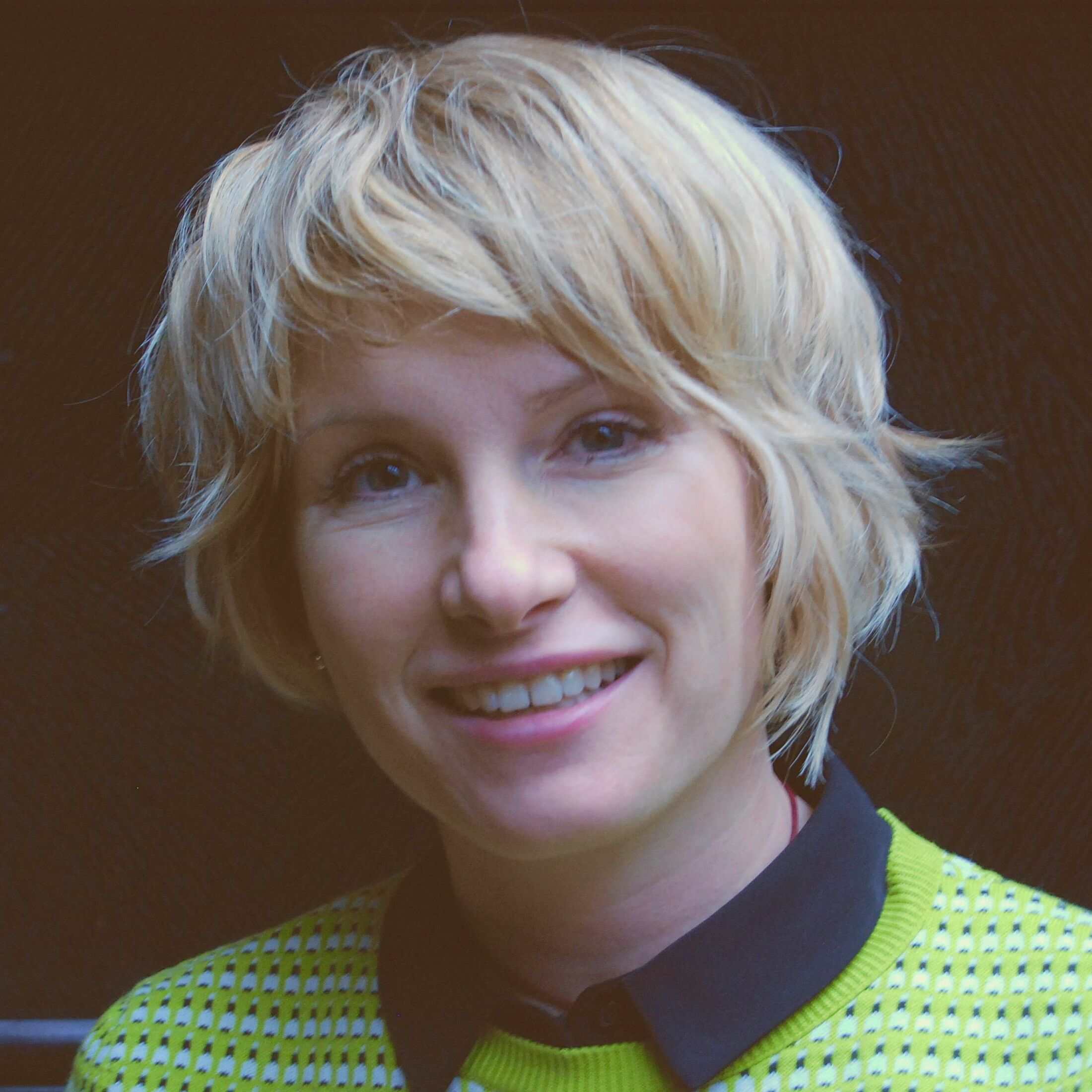
Zuzana Piussi (2014)

Zuzana Piussi (* 21. Oktober 1971 in Bratislava) ist eine slowakische Filmemacherin.

## Karriere
Nachdem sie ihre Karriere im Schauspielgeschäft als Bühnen- und Kostümbildnerin am Bratislaver Theater Divadlo Stoka begonnen hatte, studierte die in Bratislava geborene Zuzana Piussi ab 2002 an der Hochschule für Musische Künste Bratislava in der Fakultät für Film und Fernsehen. Bereits im darauffolgenden Jahr veröffentlichte sie mit ihrer studentischen Arbeit Výmet, welche auch unter dem englischen Namen Wipe out bekannt ist, ihren ersten Dokumentarfilm. Der Film wurde im selben Jahr beim Beirut International Film Festival mit dem Hauptpreis ausgezeichnet. Zusammen mit dem tschechischen Regisseur Vít Janeček veröffentlichte sie 2017 den Film Selský rozum und 2019 den Film Univerzity a svoboda. Der erstgenannte Film, welcher auch unter dem englischen Namen Peasant Common Sense bekannt ist, wurde 2017 beim Internationales Dokumentarfilmfestival Jihlava gezeigt. Im Jahr 2021 veröffentlichte Zuzana Piussi den Film Očista, welcher auch unter dem englischen Titel The Ordeal bekannt ist. Dieser Film wurde im Jahr 2021 ebenfalls auf den Filmfestival in der tschechischen Stadt Jihlava gezeigt und erhielt dort sogar die Sonderauszeichnung Czech Joy. Im Jahr 2022 wurde ihr im selben Jahr veröffentlichter Film Zošalieť unter dem internationalen Titel The Unbalanced auf dem Tallinn Black Nights Film Festival gezeigt.

## Familiäres
Zuzana Piussi hat eine Zwillingsschwester namens Lucia, welche als Musikerin aktiv ist.